# Theatre of Voices
Le Theatre of Voices est un ensemble vocal américain spécialisé dans l'interprétation de la musique ancienne et contemporaine fondé et dirigé depuis 1990 par Paul Hillier.

## Historique
Le chef de chœur britannique Paul Hillier, cofondateur du Hilliard Ensemble, quitte cette formation à la fin des années 1980 et devient professeur de musique à l'université de l'Indiana. En 1990, il fonde son nouvel ensemble de musique vocale qu'il nomme Theatre of Voices en référence au théâtre de voix et qui est basé en Californie. Il oriente immédiatement le travail du Theatre of Voices vers le répertoire de la musique contemporaine tout en continuant, sur la base de son travail avec le Hilliard Ensemble, à interpréter le répertoire de la musique ancienne et de la polyphonie du Moyen Âge et de la Renaissance. La taille du chœur est variable, s'adaptant aux projets.
Paul Hillier et le Theatre of Voices propose dès le début des programmes incluant des œuvres de John Cage et Arvo Pärt, le répertoire de ce dernier étant particulièrement en adéquation avec la ligne artistique du chœur mêlant musique ancienne et contemporaine. Le premier concert du Theatre of Voices a lieu à l'Université Berkeley en juin 1992. Hillier décide également de passer des commandes aux compositeurs contemporains comme Pablo Ortiz et Steve Reich (Proverb en 1995).
Rapidement, le Theater of Voices est reconnu, et produit ses premiers enregistrements avec Harmonia Mundi qui deviendra sa maison de disques exclusive.

## Discographie sélective
Sans précision, les enregistrements sont chez Harmonia Mundi.
- William Byrd: Motets & Mass for 4 Voices œuvres de William Byrd, 1994.
- Lassus: St. Matthew Passion; Paschal Vigil œuvres de Orlande de Lassus, 1994.
- Carols From the Old & New Worlds, 1994.
- Proensa œuvres de musique médiévale, 1994.
- The Cave, de Steve Reich par Steve Reich Ensemble et le Theatre of Voices dirigé par Paul Hillier, Nonesuch Records, 1995.
- Proverb de Steve Reich, 1995.
- De profundis, œuvres d'Arvo Pärt, 1996.
- Tallis: Lamentations, Motets, String Music œuvres de Thomas Tallis, 1996.
- Proverb/Nagoya Marimbas/City Life œuvres de Steve Reich, 1996.
- The Age of Cathedrals divers compositeurs de l'École de Notre-Dame, 1996.
- Carols from the Old & New Worlds, Vol. 2, 1998.
- Litany for the Whale de John Cage, 1998
- I Am the True Vine d'Arvo Pärt, 2000.
- El Niño de John Adams, 2002.